# Cryofluoran
Cryofluoran ist eine chemische Verbindung aus der Gruppe der Fluorchlorkohlenwasserstoffe (FCKW), das vor allem als Kältemittel und als Treibgas für Sprühdosen eingesetzt wurde. Unter Druck oder bei Abkühlung liegt das Gas als farblose Flüssigkeit vor. Es steht auf der Liste der klimaschädlichen Gase der Intergovernmental Panel on Climate Change.

## Verwendung
Außer als Kältemittel wurde Cryofluoran als Schaumbildner für Feuerlöscher und Schaumstoffe und als Lösungs- und Reinigungsmittel in der Elektronikindustrie eingesetzt. Ein weiteres Einsatzgebiet ist die Isolation von hochbelasteten Tastköpfen in der Messtechnik.

## Sicherheitshinweise
Wie bei allen FCKWs bilden sich bei der Zersetzung (durch starke Hitze) von Cryofluoran ätzende und toxische Substanzen (Salzsäure, Flusssäure).